# Hinterer Ölgrubenkopf
De Hintere Ölgrubenkopf is een 2855 meter hoge bergtop in de Kaunergrat in de Ötztaler Alpen in het Oostenrijkse Tirol. De berg ligt hemelsbreed tussen het Kaunertal en het Pitztal.
De berg behoort samen met de Äusserer en Südlicher Ölgrubenkopf tot de zogenaamde Falkauner Ölgrubenkopfe. Deze toppen hebben deze toevoeging ter onderscheiding van de zuidelijker eveneens in de Kaunergrat gelegen Ölgrubenkopf, een naburige top van de Vordere Ölgrubenspitze.